# Neiva Guedes
Neiva Maria Robaldo Guedes, ou apenas Neiva Guedes (Ponta Porã, 10 de dezembro de 1962) é uma bióloga brasileira, especialista em meio ambiente e conservação de espécies.
Em novembro de 1989, Neiva encontrou um bando de araras-azuis no Pantanal e sabendo que elas corriam risco de extinção, começou por iniciativa própria um trabalho de catalogação e conservação da espécie. A captura ilegal de indivíduos para o comércio de aves de estimação, a destruição dos habitats e a coleta de penas para confecção de artesanatos foram os principais motivos para a diminuição drástica das araras-azuis.

## Biografia
Neiva nasceu em 1962, em Ponta Porã, no Mato Grosso do Sul. Inicialmente, Neiva queria fazer medicina e se tornar pediatra, mas não passou no vestibular. Então descobriu que o curso de biologia era noturno e assim ela poderia trabalhar durante o dia para ajudar a família. Graduou-se em biologia pela Universidade Federal do Mato Grosso do Sul em 1987. Em 1990, ingressou no mestrado pela Escola Superior de Agricultura Luiz de Queiroz (ESALQ - USP), estudando a biologia reprodutiva da arara-azul do Pantanal.
Ainda era recém formada quando avistou as araras-azuis do Pantanal pela primeira vez. No mesmo dia, descobriu que elas corriam risco de extinção e então compreendeu que a melhor maneira de preservá-las seria estudando as causas do desaparecimento da espécie, além de monitorar os indivíduos restantes, mapeando ninhos, contando ovos e filhotes. Não havia nenhum material de estudo das araras na época, tendo sido o trabalho de pesquisa de Neiva o principal gerador de informações sobre as populações de araras-azuis, seus modos de vida e de reprodução.
Enquanto cursava o mestrado, saiu pelo Pantanal, partindo do município de Miranda replicando o método de estudo que criou. Com a ajuda da World Wide Fund for Nature, aprendeu a escalar em árvores para poder chegar aos ninhos das araras. Neiva descobriu que as araras são "engenheiras ambientais" da natureza, pois seus ninhos, feitos em cavidades dentro das árvores, são usadas por outras espécies e as araras ajudam a dispersar sementes em locais distantes da planta original.
No final da década de 1980, estimava-se que a população de araras-azuis não chegava a 1.500 indivíduos. Em 2019, no Pantanal, vivem cerca de 6500 araras, além daquelas não contabilizadas no cerrado. O trabalho de Neiva também descobriu que o principal entrave para a reprodução da espécie era a falta de cavidades para as araras e seus filhotes, havendo disputa entre os pássaros pelos melhores espaços. Assim, o grupo de Neiva passou a instalar ninhos de madeira no alto das árvores. Fazendeiros permitem a entrada dos pesquisadores para a instalação dos ninhos e até plantam árvores para facilitar a procriação.
Em 2005, Neiva ingressou no doutorado pela Universidade Estadual Paulista, onde defendeu sua tese em 2009, em continuidade ao seu trabalho com as araras. Neiva é hoje uma das maiores especialistas em araras-azuis da América Latina. É professora da Universidade para o Desenvolvimento do Estado e da Região do Pantanal e presidente do Instituto Arara Azul há 30 anos.

## Instituto Arara Azul

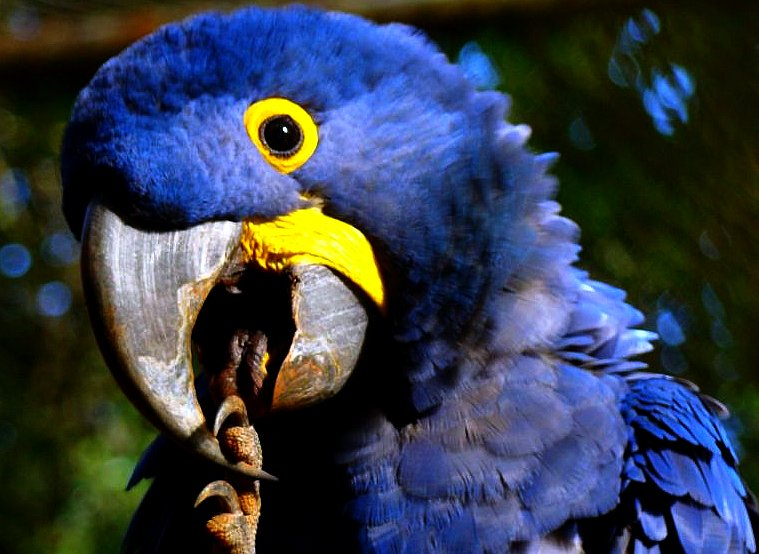
Arara-azul do Pantanal

O instituto foi criado em 2003, no Pantanal mato-grossense. É responsável por promover a conservação da arara-azul, da biodiversidade e do Pantanal, através do envolvimento e da conscientização das pessoas para a utilização racional dos recursos naturais. É uma instituição civil, sem fins lucrativos, que conta com autonomia administrativa e financeira através de parcerias com entidades privadas e públicas.
Além das araras-azuis, o instituto estuda a biologia reprodutiva das araras-vermelhas, tucanos, gaviões, corujas, pato-do-mato e outras espécies que coabitam com a arara-azul no Pantanal. Ao todo, cobre uma área de mais de 400 mil hectares, monitorando cerca de 615 ninhos, em 57 fazendas, e 5 mil aves, no Pantanal. O instituto é referência mundial em pesquisa de psitacídeos, já tendo formado vários profissionais no Brasil afora.
Em 2019, Neiva foi indicada ao Prêmio Faz Diferença, uma parceria do jornal O Globo com a Federação das Indústrias do Estado do Rio de Janeiro.